# Hormosinidae
Hormosinidae es una familia de foraminíferos bentónicos de la Superfamilia Hormosinoidea, del Suborden Hormosinina y del Orden Lituolida. Su rango cronoestratigráfico abarca desde Bathoniense (Jurásico medio) hasta la Actualidad.

## Discusión
Clasificaciones previas incluían Hormosinidae en el Suborden Textulariina o en el Orden Textulariida. Estas mismas clasificaciones consideraban a la Subfamilia Reophacinae dentro de Hormosinidae, y agrupaban los géneros de la Subfamilias Polychasmininae y Cuneatinae en esta última subfamilia.

## Clasificación
Hormosinidae incluye a las siguientes subfamilias y géneros:
- Subfamilia Cuneatinae
  - Acostata
  - Cuneata
  - Sulcophax
  - Warrenita
- Subfamilia Polychasmininae
  - Bireophax †
  - Polychasmina †
- Subfamilia Hormosininae
  - Ginesina
  - Hormosina
  - Loeblichopsis
  - Posadia †
  - Pseudonodosinella
  - Siliconodosarina
- Subfamilia Nodosininae
  - Cribratinoides
  - Nodosinum

Otros géneros inicialmente asignados a Hormosinidae y actualmente clasificados en otras familias son:
- Adelungia † de la Subfamilia Reophacinae, ahora en la Familia Reophacidae
- Archimerismus de la Subfamilia Hormosininae, ahora en la Familia Hormosinellidae
- Hormosinella de la Subfamilia Reophacinae, ahora en la Familia Hormosinellidae
- Hormosinoides de la Subfamilia Reophacinae, ahora en la Familia Reophacidae
- Kunklerina de la Subfamilia Reophacinae, ahora en la Familia Kunklerinidae
- Leptohalysis de la Subfamilia Reophacinae, ahora en la Familia Reophacidae
- Nodulina de la Subfamilia Reophacinae, ahora en la Familia Reophacidae
- Psammolingulina † de la Subfamilia Cuneatinae, ahora en la Familia Glaucoamminidae
- Reophanus de la Subfamilia Hormosininae, ahora en la Familia Hormosinellidae
- Reophax de la Subfamilia Reophacinae, ahora en la Familia Reophacidae
- Rockfordina de la Subfamilia Reophacinae, ahora en la Familia Hormosinellidae
- Scherochorella de la Subfamilia Reophacinae, ahora en la Familia Kunklerinidae
- Subreophax de la Subfamilia Reophacinae, ahora en la Familia Hormosinellidae

Otros géneros considerados en Hormosinidae son:
- Aueria de la Subfamilia Hormosininae, invalidado
- Auerinella de la Subfamilia Hormosininae, de estatus incierto
- Leptohyalis de la Subfamilia Nodosininae, aceptado como Leptohalysis
- Oblidolina de la Subfamilia Cuneatinae, aceptado como Cuneata